# Wilson Lumpkin
Wilson Lumpkin (Contea di Pittsylvania, 14 gennaio 1783 – Athens, 28 dicembre 1870) è stato un politico statunitense.

## Biografia

### Origini
Nacque in Virginia da John e Lucy Lumpkin, che si trasferirono in Georgia quando il figlio era ancora piccolo; qui nacque suo fratello Joseph H. Lumpkin (1799-1867), futuro primo giudice capo della Corte Suprema georgiana. La famiglia rimase spesso coinvolta nei conflitti tra coloni e nativi americani, e ciò instillò nel giovane Wilson la convinzione che la convivenza tra le due genti non fosse possibile, influenzando così le sue future politiche.
Da suo padre, di professione giudice di campagna, imparò il mestiere legale, e durante la prima parte della sua vita divenne anch'egli giudice, continuando nel frattempo a gestire i terreni di famiglia.

### Carriera politica
Dal 1804 fu coinvolto nella politica locale, nelle file del Partito Democratico-Repubblicano. Di tendenze moderate in politica interna, era invece nazionalista negli affari sovrastatali, opponendosi alla proposta fusione della Georgia con la Carolina del Sud e sostenendo con forza l'espulsione dei Cherokee dallo Stato.
Dopo tre mandati alla Camera dei Rappresentanti, prima come democratico-repubblicano e poi democratico, riuscì ad essere eletto governatore della Georgia per due termini. Uno dei più grandi propugnatori del sentiero delle lacrime, durante la sua lunga carriera riuscì ad ottenere il sostegno di influenti politici, fra i quali Andrew Jackson e Martin Van Buren, che facilitarono di molto la rimozione dei nativi americani dal suolo georgiano.

### Ultimi anni, morte ed eredità
Dopo la fine della sua carriera da governatore tra il 1836 e il 1837 fu un agente indiano, poi fu eletto al Senato fino al 1841, quando si ritirò dalla politica nazionale. Non abbandonò tuttavia quella locale, e all'approssimarsi della guerra di secessione sostenne fortemente il diritto degli Stati del Sud a separarsi da quelli del Nord.
Morì nel 1870. Mentre era ancora in vita gli venne dedicata la contea di Lumpkin, e partecipò anche al battesimo della città di Atlanta: infatti gli abitanti di Terminus, allora un piccolo insediamento lungo la ferrovia, decisero di rinominare la città Lumpkin in suo onore, ricevendo tuttavia il declino dell'ex-governatore e l'invito a riservare la nomina a sua figlia Martha Atlanta Lumpkin (1827-1917); la città divenne così Marthasville, e in seguito l'odierna Atlanta.